# Bandera de Jacksonville
La bandera de Jacksonville fou adoptada per l'Ajuntament de Jacksonville el 24 de febrer i hissada per primer cop l'1 d'octubre de 1976. Va ser dissenyada per Don Bozeman, un empleat de Seaboard Coast Line, que guanyà els 500 dolars de premi del concurs de disseny del Bold CityFest de 1975, la celebració anual de la consolidació del govern de la ciutat/comtat. La bandera anterior de la ciutat, dissenyada per Edmund Jackson i adoptada el 1914, es considera obsoleta.

## Descripció
El Codi d'Ordenança de la Ciutat 130.102 estableix la bandera de la ciutat en els següents termes: «La bandera oficial de la ciutat serà un rectangle que tingui les dimensions en la proporció de mesura 1 (pal) a 1,5 (vol), dividida horitzontalment en dos parts iguals: el superior conté una silueta de l'estàtua eqüestre rampant d'Andrew Jackson davant els raigs d'un sol naixent ; la meitat inferior conté una silueta del comtat de Duval i les paraules "CITY OF JACKSONVILLE, FLORIDA" formant un arc còncau, tot sobre un camp sòlid. Els raigs de sol, la silueta del comtat de Duval i el lema són en color daurat; l'estàtua eqüestre és de color marró fosc, el camp de la meitat superior és blanc i el de la meitat inferior és de color carabassa".
La silueta eqüestre d'Andrew Jackson està extreta d'una estàtua de bronze al nucli urbà de la ciutat i representa la història i el nom homònim de la ciutat. Els raigs de sol representen un futur brillant. La silueta del mapa de la ciutat/comtat amb el riu Saint Johns pel centre mostra la comunitat consolidada i el gran impacte del riu. El color carabassa és significatiu a l'estat de Florida, anomenat "Sunshine State".
Una enquesta sobre la qualitat del disseny de banderes de l'Associació Vexil·lògica d'Amèrica del Nord va classificar la bandera de Jacksonville com la segona millor de Florida i la 38a millor d'entre 150 banderes de ciutats nord-americanes. Va obtenir una puntuació de 5,03 sobre 10 basada en un disseny senzill, un simbolisme significatiu, l'ús de 2-3 colors bàsics, incloent cap escriptura ni segells, i és distintiu.